# 15-cm-Feldhaubitze M.14
Die 15-cm-Feldhaubitze M.14 war ein Geschütz der mittleren Artillerie der Österreichisch-Ungarischen Artillerie im Ersten Weltkrieg. Es wurde von verschiedenen Staaten bis in den Zweiten Weltkrieg eingesetzt.

## Entwicklung
1914 musste die k.u.k. Armee schnell ihre mittlere und schwere Artillerie verstärken. Die Škoda-Werke entwickelten in aller Eile verschiedene Modelle. Einigen war großer Erfolg beschieden. So zum Beispiel der 149-mm-Haubitze Mod. 14. Sie wurde 1914 eingeführt und an allen Fronten eingesetzt. Innerhalb kurzer Zeit avancierte das robuste Geschütz zur Standardhaubitze des österreichischen Heeres.

## Beschreibung

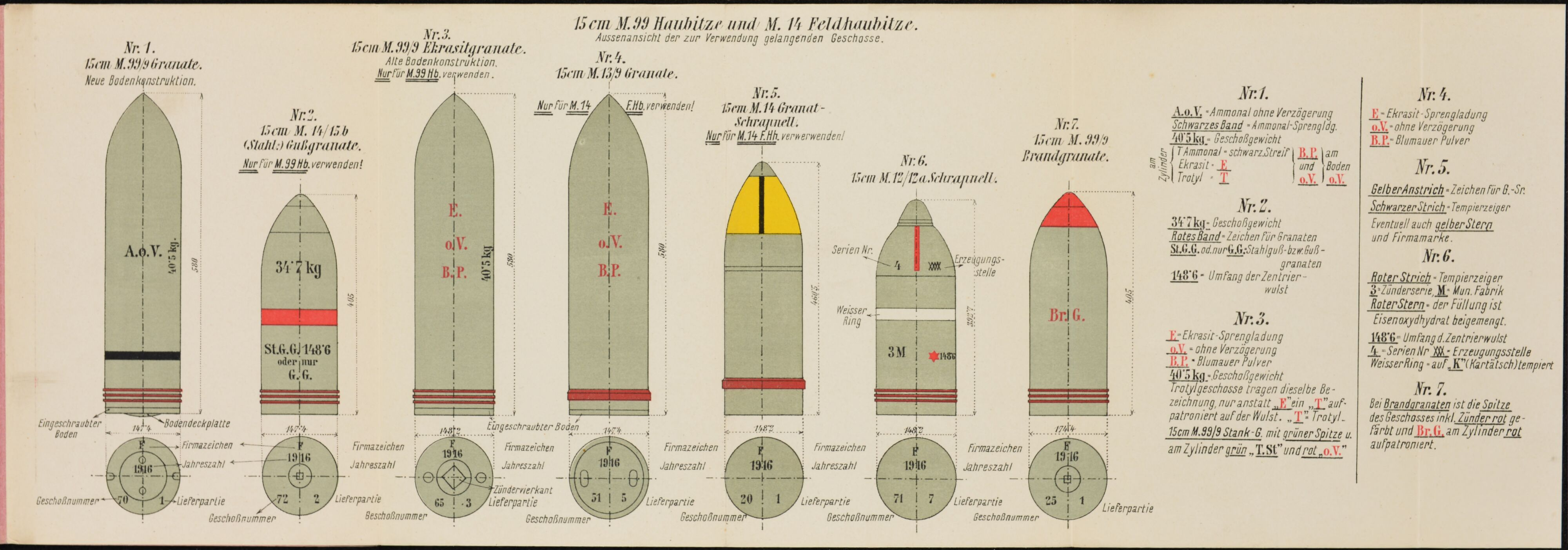

Die Haubitze war wie viele andere dieser Zeit eine konventionelle Konstruktion. Die Lafette wurde von zwei Stahlspeichenrädern getragen. Auf ihr lag die Wiege mit dem für Haubitzen typischen verhältnismäßig kurzen Rohr. Das Rohr selbst war in einer Führung auf der Wiege verankert, das ein Verziehen des Rohres bei längerer, intensiver Nutzung zwar nicht verhindern konnte, aber erheblich verringerte. Der einachsige Holm war mit einem Erdspaten versehen, der sich beim Abschuss in die Erde grub und mit dem hydropneumatischen Rohrrücklaufsystem den Rückstoß abbremste. Als Verschluss kam ein Schnellverschluss zum Einsatz, der einfach zu bedienen war und Schnellfeuer ermöglichte.
Zum Transport wurde das Geschütz in zwei Teillasten zerlegt. Dazu wurde die Wiege samt Rohr von der Lafette gehoben und separat transportiert. Das entlastete zum einen die Zugpferde, zum anderen konnte das Geschütz so auch an der Alpenfront eingesetzt werden, wo das Terrain den Einsatz schwerer Geschütze wegen der fehlenden Transportmöglichkeiten meist unmöglich machte.
Es wurde hochexplosive Sprenggranaten und Schrapnell verschossen.

## 15-cm-Feldhaubitze M.14/16
Mit der Bezeichnung Mod.14/16 wurde die Haubitze 1916 nochmals verbessert.

## Weitere Verwendung
Sie wurden auch nach dem Ersten Weltkrieg von den Nachfolgestaaten der KuK-Monarchie bis weit in die 1940er-Jahre eingesetzt. In anderen Ländern, insbesondere Italien waren große Stückzahlen als Kriegsbeute verfügbar.

### 15-cm schwere Feldhaubitze M.14
Österreich - Als ehemaliger Teil der KuK - Monarchie übernommen.

### 15 cm hrubá houfnice vz. 14/16
Tschechoslowakei - Als ehemaliger Teil der KuK - Monarchie übernommen.

### Obice da 149/13
Italien - Es wurde bei den Geschützen das Modelljahr ergänzt modello 14 oder modello 16. In der Literatur gibt es gelegentlich Verwechselungen mit der Obice da 149/12 modello 14, hierbei handelt es sich aber um das Krupp Modell 13, welches später die Beutenummer 15-cm sFH 400 (i) erhielt.

### 15-cm-Feldhaubitze M 14/35 und M 14/39
Auch die ungarische Armee erhielt einige Geschütze. Hier wurden im Laufe der Zeit zweimal Modernisierungen durchgeführt.
So dass neue Bezeichnungen verwendet wurden.

## Verwendung bei der Wehrmacht
Nach dem Anschluss von Österreich wurden die dortigen Geschütze in den Bestand der Wehrmacht überführt. Weitere wurden durch die Teilweise Okkupation der Tschechoslowakei erbeutet. Durch die weiteren Feldzüge kam weiteres Gerät in den Bestand der Wehrmacht. Diese Geschütze wurden üblicherweise mit der Kennung (ö) und (t) versehen.
- 15-cm sFH 14/16 (ö)
- 15-cm sFH 14/16 (t)
- 15-cm sFH 401 (i) - Die Obice da 149/13 wurde genauso nach 1943 in die Wehrmacht überführt.